# Рудаково (Калининградская область)
Рудаково — посёлок в Неманском районе Калининградской области. Входит в состав Жилинского сельского поселения.

## Население
| 2002 | 2010 |
| ---- | ---- |
| 130  | ↘100 |

## История
Населенный пункт Руддекен в 1946 году был переименован в поселок Рудаково.